# Athelia laxa
Athelia laxa ist eine Ständerpilzart aus der Familie der Gewebehautverwandten (Atheliaceae). Sie bildet resupinate, weiße und schimmelteppichartige Fruchtkörper auf Kanadischen Hemlocktannen aus. Die bekannte Verbreitung der Art umfasst mit Kanada und den Vereinigten Staaten ein nearktisches Areal.

## Merkmale

### Makroskopische Merkmale
Athelia laxa bildet wie alle Arten aus der Gattung der Gewebehäute (Athelia) cremefarbene, dünne Fruchtkörper mit glattem Hymenium und faserigen bis rhizomorphen Ränder aus. Sie sind resupinat, das heißt direkt auf dem Substrat anliegend, und lassen sich leicht von diesem ablösen.

### Mikroskopische Merkmale
Athelia laxa besitzt eine für Gewebehäute typische monomitisch Hyphenstruktur, das heißt, sie besitzt lediglich generative Hyphen, die dem Wachstum des Fruchtkörpers dienen. Die Hyphen sind hyalin bis hellgelblich und dünnwandig. Sie besitzen stets Schnallen und sind 2–2,5 µm breit. Meist verzweigen sich die Hyphen schiefwinklig und sind von kristallinen Strukturen durchsetzt. Die Art verfügt, anders als die meisten anderen der Gattung, über 40–50 × 6–7 µm Zystiden mit einem 7–8 µm großen Kopf und einer Schnalle an der Basis, sie sind dünnwandig, hyalin und nicht inkrustiert. Die Basidien der Art sind hyalin, breitellipsoid über keulenförmig bis gestielt und 18–33 × 6,5–8,5 µm groß. An der Basis weisen sie eine Schnalle auf, sie besitzen vier, selten nur zwei Sterigmata. Die Sporen des Pilzes sind kugelig geformt, 6–6,5 × 6–6,5 µm groß, glatt und dünn- bis leicht dickwandig sowie hyalin.

## Verbreitung
Die bekannte Verbreitung von Athelia laxa umfasst das östliche Kanada und die östlichen Vereinigten Staaten.

## Ökologie
Athelia laxa ist ein Saprobiont, der Kanadischen Hemlocktanne (Tsuga canadensis), der womöglich auch andere Hemlocktannen befällt. Die Fruchtkörper sind sowohl auf der Rinde als auch auf dem Holz der Pflanzen zu finden.